# 정찬성
정찬성(鄭讚成, 1987년 3월 17일~)은 대한민국의 종합격투기 전선수다. 세계 최고의 종합 격투기 단체인 UFC의 페더급 파이터로 소속되어 있었으며, 별명은 '코리안 좀비'(The Korean Zombie, 약칭 TKZ)다.

## 생애
정찬성은 1999 경상북도 포항에서 태어났다. 남양주로 이사하여 중학교에 다니면서, 내성적인 성격을 고치기 위해 합기도를 시작하면서 운동을 시작했다. 당시 최고의 무대였던 프라이드 FC에서 활동하는 어원진을 동경하여 정진체육관에서 킥복싱을 배우기 시작, 이후 종합격투기에 진출하여 판크라스 코리아의 네오블러드 토너먼트에서 우승하면서 두각을 나타내게 된다.
코리안탑팀으로 소속을 옮기고, 일본 무대에 진출하여 딥, 센고쿠에서 활약하다, 경량급 최고의 무대인 미국의 WEC에 진출한다. 미국 데뷔전인 레너드 가르시아와의 경기에서 포기하지 않고 전진하는 엄청난 투혼을 보여주면서 '코리안 좀비'라는 별명과 함께 엄청난 인기를 얻게 된다. 이후 WEC가 UFC에 흡수되면서 레너드 가르시아와 재대결하게 되는데, UFC 역사상 최초로 트위스터라는 고난이도의 브라질 유술 기술로 승리한다. 이후 마크 호미닉과 맞붙어 경기 시작 단 7초만에 UFC 역사상 2번째로 최단시간 KO승을 거두고, 더스틴 포이리에와의 경기에서도 명경기 끝에 다스초크로 승리하는 등 연달아 강자들을 화끈한 경기로 격파하면서 탑 파이터로 성장했다.
그리고 마침내 한국인 선수로는 최초로 UFC 타이틀전을 벌이게 되었는데, 2013년 8월 3일 경량급의 최강자로 군림하던 조제 알도와의 팽팽한 경기 도중 어깨 관절이 탈구되는 부상을 입어 아쉽게도 패배했다. 이때 부상으로 4급 판정을 받아 2014년 10월부터 공익근무요원으로 복무하다 2016년 10월에 전역하였다.
2018년 5월 9일, AOMG에 입사하였다.
2023년 8월 26일, 싱가포르에서 열린 맥스 할로웨이와의 경기를 마지막으로 은퇴했다. 종합격투기 최종 전적은 17승 8패.
2024년 대한민국의 종합격투기 리그 단체 ZFN을 설립했다. 국내 단체 중 최초이자 유일하게 UFC Fight Pass와 계약을 맺은 단체다. 2024년 6월 29일 제1회 대회가 열렸고, 같은 해 12월 14일 제2회 대회가 열렸다.

## 수상
- 얼티밋 파이팅 챔피언십(UFC)
  - 오늘의 서브미션 (두 번) vs. 레너드 가르시아, 더스틴 포이리에
  - 오늘의 KO (한 번) vs. 마크 호미닉
  - 오늘의 경기 (한 번) vs. 더스틴 포이리에
  - 2012년 올해의 서브미션 (한 번) vs. 더스틴 포이리에
  - UFC 역사상 최초이자 유일한 트위스터 승
  - UFC 두번째 최단시간 KO승 (7초)

- 월드 익스트림 케이지파이팅(WEC)
  - 오늘의 경기 (한 번) vs. 레너드 가르시아

- 횡성한우배 격투기대회 - KOREA FC
  - 65Kg급 토너먼트 우승

- 판크라스
  - 판크라스 코리아 네오블러드 토너먼트 라이트급 우승

- 레슬링 옵저버 뉴스레터
  - 2010년 올해의 경기 : 2010년 4월 24일 레너드 가르시아와의 경기[2]
  - 2012년 올해의 경기 : 2012년 5월 15일 더스틴 포이리에와의 경기

- World MMA Awards
  - 2011년 올해의 서브미션상 : 2011년 3월 26일 레너드 가르시아와의 경기[3]

## 전적
| 프로 종합격투기 전적 | 프로 종합격투기 전적 | 프로 종합격투기 전적 | 프로 종합격투기 전적 | 프로 종합격투기 전적 | 프로 종합격투기 전적 | 프로 종합격투기 전적 | 프로 종합격투기 전적 |
| -------------------- | -------------------- | -------------------- | -------------------- | -------------------- | -------------------- | -------------------- | -------------------- |
| 25 시합              | (T)KO                | 항복                 | 판정                 | 실격                 | 그 밖                | 비김                 | 무효                 |
| 17 승                | 6                    | 8                    | 3                    | 0                    | 0                    | 0                    | 0                    |
| 8 패                 | 5                    | 0                    | 3                    | 0                    | 0                    | 0                    | 0                    |

| 승패 | 누적 전적 | 상대                  | 승패 결정 방식            | 대회                                            | 개최 날짜        | 라운드 | 경기 시간 | 장소                           | 특이 사항                             |
| ---- | --------- | --------------------- | ------------------------- | ----------------------------------------------- | ---------------- | ------ | --------- | ------------------------------ | ------------------------------------- |
| 패   | 17-8      | 맥스 할로웨이         | KO (펀치)                 | UFC Fight Night 225                             | 2023년 8월 26일  | 3      | 0:23      | 싱가포르                       | 오늘의 경기, 메인 이벤트              |
| 패   | 17-7      | 알렉산더 볼카노프스키 | TKO (펀치)                | UFC 273                                         | 2022년 4월 9일   | 4      | 0:45      | 미국 플로리다 잭슨빌           | UFC 페더급 타이틀전, 메인 이벤트      |
| 승   | 17-6      | 댄 이게               | 판정 (전원일치)           | UFC Vegas 29                                    | 2021년 6월 19일  | 5      | 5:00      | 미국 네바다 라스베가스         | 메인 이벤트                           |
| 패   | 16-6      | 브라이언 오르테가     | 판정 (전원일치)           | UFC Fight Night 180                             | 2020년 10월 17일 | 5      | 5:00      | 아랍에미리트 아부다비          | 메인 이벤트                           |
| 승   | 16-5      | 프랭키 에드가         | TKO (펀치)                | UFC Fight Night 165                             | 2019년 12월 21일 | 1      | 0:58      | 대한민국 부산광역시            | 오늘의 퍼포먼스, 메인 이벤트          |
| 승   | 15-5      | 헤나토 모이카노       | TKO (펀치)                | UFC Fight Night 154                             | 2019년 6월 23일  | 1      | 0:58      | 미국 사우스캐롤라이나주 그린빌 | 오늘의 퍼포먼스,메인 이벤트           |
| 패   | 14-5      | 야이르 로드리게스     | KO (버티칼 엘보우)        | UFC Fight Night 139                             | 2018년 11월 11일 | 5      | 4:59      | 미국 콜로라도주 덴버           | 오늘의 경기, 메인 이벤트              |
| 승   | 14–4      | 데니스 버뮤데즈       | KO (펀치)                 | UFC Fight nighht: Bermudez vs. Korean Zombie    | 2017년 2월 4일   | 1      | 2:49      | 미국 텍사스주 휴스턴           | 오늘의 퍼포먼스, 메인 이벤트          |
| 패   | 13–4      | 조제 알도             | TKO (파운딩)              | UFC 163                                         | 2013년 8월 3일   | 4      | 3:00      | 브라질 리우 데 자네이루        | UFC 페더급 타이틀전, 메인 이벤트      |
| 승   | 13–3      | 더스틴 포이리에       | 항복 (다스 초크)          | UFC on Fuel 3                                   | 2012년 5월 15일  | 4      | 1:07      | 미국 버지니아주 페어팩스       | 오늘의 경기, 오늘의 항복, 메인 이벤트 |
| 승   | 12–3      | 마크 호미닉           | KO (펀치)                 | UFC 140                                         | 2011년 12월 10일 | 1      | 0:07      | 캐나다 온타리오주 토론토       | 오늘의 KO                             |
| 승   | 11–3      | 레너드 가르시아       | 항복 (트위스터)           | UFC Fight Night: Nogueira vs. Davis             | 2011년 3월 26일  | 2      | 4:59      | 미국 워싱턴주 시애틀           | 오늘의 항복, 2011 올해의 항복         |
| 패   | 10–3      | 조지 루프             | KO (헤드 킥)              | WEC 51                                          | 2010년 9월 30일  | 2      | 1:30      | 미국 콜로라도주 브룸필드       |                                       |
| 패   | 10–2      | 레너드 가르시아       | 판정 (2대1)               | WEC 48                                          | 2010년 4월 24일  | 3      | 5:00      | 미국 캘리포니아주 새크라멘토   | 오늘의 경기, 2010 올해의 경기         |
| 승   | 10–1      | 맷 재거스             | 항복 (트라이앵글 초크)    | 센고쿠 9                                        | 2009년 8월 2일   | 2      | 1:25      | 일본 사이타마                  |                                       |
| 패   | 9–1       | 카네하라 마사노리     | 판정 (전원일치)           | 센고쿠 8                                        | 2009년 5월 2일   | 3      | 5:00      | 일본 도쿄                      |                                       |
| 승   | 9–0       | 이시와타리 신타로     | 항복 (리어 네이키드 초크) | 센고쿠 7                                        | 2009년 3월 20일  | 1      | 4:29      | 일본 도쿄                      |                                       |
| 승   | 8–0       | 손황진                | KO (펀치)                 | DEEP: 39 임팩트                                 | 2008년 12월 10일 | 1      | 0:17      | 일본 도쿄                      |                                       |
| 승   | 7–0       | 오미가와 미치히로     | 판정 (전원일치)           | DEEP: 글래디에이터                              | 2008년 8월 16일  | 2      | 5:00      | 일본 오카야마                  |                                       |
| 승   | 6–0       | 조정훈                | 판정 (전원일치)           | Korea FC: 토너먼트 시리즈                       | 2008년 5월 31일  | 3      | 5:00      | 대한민국 강원                  |                                       |
| 승   | 5–0       | 최대한                | 항복 (트라이앵글 초크)    | Korea FC: 토너먼트 시리즈                       | 2008년 5월 31일  | 1      | 3:38      | 대한민국 강원                  |                                       |
| 승   | 4–0       | 최정범                | 항복 (암바)               | Korea FC: 토너먼트 시리즈                       | 2008년 5월 31일  | 1      | 2:15      | 대한민국 강원                  |                                       |
| 승   | 3–0       | 이형걸                | TKO (펀치)                | 판크라스: 코리아 2007 네오블러드 토너먼트 결승  | 2007년 12월 16일 | 1      | 3:27      | 대한민국 부산                  |                                       |
| 승   | 2–0       | 유인석                | 항복 (리어 네이키드 초크) | 판크라스: 코리아 2007 네오블러드 토너먼트 1회전 | 2007년 12월 16일 | 1      | 2:34      | 대한민국 부산                  |                                       |
| 승   | 1–0       | 이형걸                | 항복 (암바)               | 슈퍼 삼보 페스티벌                              | 2007년 6월 24일  | 2      | 3:07      | 대한민국 경주                  |                                       |

## TV 프로그램
- 2007년 Q채널 리얼 격투, 스트리트 파이터 - 아마추어 선수 (킥복싱)
- 2019년 SBS 《정글의 법칙》 - 로스트 아일랜드
- 2019년 SBS 《집사부일체》 - 게스트 출연
- 2020년 SBS 《미운 우리 새끼》 - 게스트 출연 (2020년 3월 1일 방송분 출연)
- 2020년 SBS 《백종원의 골목식당》 - 게스트 출연 (2020년 3월 11일 방송분 출연)
- 2020년 JTBC 《아는 형님》 - 게스트 출연 (2020년 6월 13일 방송분 출연, With 임슬옹 & 손담비)
- 2022년 유튜브 《좀비트립 시즌1》,《좀비트립 시즌2 : 파이터를 찾아서》 - 출연
- 2022년《황금어장 라디오스타》 - 게스트 출연(2022년 5월 18일 방송분 출현)

- 2022년 ~ 2023년 《순정파이터》(출연)
- 2023년 JTBC 《아는 형님》 - 게스트 출연 (2023년 11월 18일 방송분 출연, With 박재범)
- 2023년 MBC 《전지적 참견 시점》- 박재범 영상 출연 (2023년 11월 25일 방송분 출연)
- 2023년 유튜브 《좀비트립 시즌3 〈ZOMBIE TRIP 3: Road to ZOMBIE ROYAL〉》 - 출연
- 2024년 JTBC 《톡파원25시》 - 게스트 출연
- 2024년 TV CHOSUN 《조선의 사랑꾼》 - 줄리엔강♥︎제이제이 편 VCR 출연

## 가족 관계
- 배우자 : 박선영 (1984년 ~ )
  - 장녀 : 정은서 (2014년 10월 18일 ~ )
  - 차녀 : 정민서 (2016년 ~ )
  - 아들 : 정겸은 (2018년 7월 31일 ~ )